# Agar (Índia)
Agar és un municipi del districte de Shajapur, a Madhya Pradesh, Índia. Al cens del 2001 tenia 31.202 habitants. Està situada entre dos llacs (un d'aquests al Rataria Talao) i la ciutat antiga disposa d'una muralla del segle xviii. L'administració està al barri de Madhoganj fora de les muralles. Agafa el seu nom d'un cap bhil anomenat Agar del segle xi.
Al segle xii va passar als jhala rajputs que la va n conservar fins al segle xviii quan va passar a Jaswant Rao Ponwar de Dhar. El 1801 el territori fou assolat per Bapuji Sindhia de Gwalior que va destruir la ciutat però fou restaurada uns anys després per Dawlat Rao Sindhia.
Sota el domini britànic a Gwalior fou capçalera d'una pargana del principat. Els britànics van establir un quarter a la riba del llac Rataria Talao el 1844, sent seu de forces locals; el 1857 s'hi van establir el Tercer regiment d'infanteria del contingent de Gwalior i alguns canons del contingent de Mehidpur; el 4 de juliol de 1857 aquestes tropes es van amotinar i van matar alguns oficials però la majoria va poder fugir amb les famílies; el 1858 s'hi van establir les forces de la Central India Horse, creat al lloc dels cossos amotinats. El 1860 fou declarada capital de l'agència de Malwa Occidental, fins al 1895 quan es va crear l'agència de Malwa. El 1904 va ser integrada al districte de Shajapur (a Gwalior).